# Itéa (ort i Grekland, Grekiska fastlandet, Fokis)
Itéa (Itea) är en ort i Grekland.   Den ligger i prefekturen Fokis och regionen Grekiska fastlandet, i den centrala delen av landet, 120 km väster om huvudstaden Aten. Itéa ligger 7 meter över havet och antalet invånare är 4 782.
Terrängen runt Itéa är varierad. Havet är nära Itéa åt sydost. Närmaste större samhälle är Ámfissa, 11,2 km norr om Itéa. 